# Seznam generalpolkovnikov Slovenske vojske
Slovenska vojska ima trenutno samo enega generalpolkovnika in to je Albin Gutman. Ta situacija je nastala zaradi reorganizacije činovnega sistema in ukinitvijo oz. reorganizacijo generalpolkovnika v generala.